# سی. جی. لینگ
سی. جی. (انگلیسی: C. J. Laing؛ زاده ۱ اوت ۱۹۵۶) بازیگر پورنوگرافی پیشین آمریکایی است.